# Der letzte Tanz (Album)
Der letzte Tanz ist das zehnte Studioalbum des österreichischen Austropop-Musikers und Liedermachers Wolfgang Ambros, es ist sein viertes Nummer-eins Album.

## Produktion
Wolfgang Ambros und sein Freund und Texter Joesi Prokopetz produzierten 1983 das Studioalbum Der letzte Tanz.

## Titelliste
1. Der letzte Tanz – 5:19 (Ambros)
2. Polizist – 3:39 (Ambros)
3. Modern – 2:39 (Ambros)
4. Überlebensfrage – 4:08 (Günter Dzikowski, Joesi Prokopetz)
5. Von Liebe ka Spur – 4:05 (Günter Dzikowski, Helmut Nowak)
6. Hand in Hand – 4:01 (Ambros, Günter Dzikowski)
7. Sei net bled – 3:07 (Ambros, Helmut Nowak)
8. Mei zweites Leb'n – 2:49 (Ambros)
9. So ist es – 4:26 (Ambros, Joesi Prokopetz, Peter Koller)
10. Inselwitz – 1:57 (Helmut Nowak, Peter Koller)
11. Du bist ma des wert – 4:27 (Joesi Prokopetz, Peter Koller)

## Cover
Das Cover-Layout zeigt den Kopf eines Fisches (vermutlich eine Muskellunge) im Wasser und darüber den gewohnten geschwungenen W.-Ambros und No1-Schriftzug.

## Charts und Chartplatzierungen
| ChartsChartplatzierungen | Höchstplatzierung | Wochen/ Monate |
| ------------------------ | ----------------- | -------------- |
| Deutschland (GfK)        | 44 (6 Wo.)        | 6 Wo.          |
| Österreich (Ö3)          | 1 (6½ Mt.)        | 6½ Mt.         |